# East Chevington
East Chevington – osada i civil parish w Anglii, w hrabstwie Northumberland. W 2011 civil parish liczyła 3951 mieszkańców. W obszar civil parish wchodzą także High Coldrife i Hadston.